# Carl Johan Åberg
Carl Johan Åberg, född 19 oktober 1930, död 7 mars 2010 i Nacka, var en svensk nationalekonom, docent, ämbetsman och politiker (s). 
Åberg var anställd vid Finansdepartementet 1967–1976, disputerade 1971, var ekonom i socialdemokratiska riksdagsgruppen 1977–1980, chefredaktör för Aftonbladet 1980–1982, statssekreterare på Utrikesdepartementet (handelsavdelningen) 1982–1989, landshövding i Västmanlands län 1989–1990 och VD för 1:a-3:e AP-fonderna 1991–-1996. Han utsågs av Sveriges regering till ordförande för Handelshögskolan i Stockholms direktion,  Handelshögskolan i Stockholms högsta verkställande organ, 1991–2002.
Åberg skrev flera böcker, bland andra Ett svårskött pastorat: Hur förnya svensk politik? (1997) och Berättelser från 1900-talet (2006). Han invaldes 1988 som ledamot av Ingenjörsvetenskapsakademien. Åberg är begravd på Boo kyrkogård.

## Utmärkelser
- Ekonomie hedersdoktor vid Handelshögskolan i Stockholm (ekon.dr h.c.) 2001